# Joseph Huby
Pour les articles homonymes, voir Huby.
 (août 2023).
Joseph Huby, né le 12 décembre 1878 à Châtelaudren (Côtes-d'Armor, Bretagne) et mort en 1948 à Laniscat (dans le même département des Côtes d'Armor), est un jésuite et théologien français.
Auteur dans un style assez accessible de plusieurs ouvrages de commentaires des évangiles,, ou encore des épitres de la captivité de saint Paul , il fut également professeur de théologie à Hastings (1913-1920), puis professeur d'exégèse à la Faculté de théologie de Lyon-Fourvière (1926-1938).
Il fonda et dirigea jusqu'à sa mort la collection éditoriale Verbum salutis, qui appartient désormais aux éditions Beauchesne.